# Michael Cashman

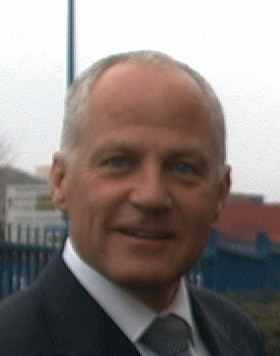
Michael Cashman

Michael Cashman, Baron Cashman CBE (* 17. Dezember 1950 in London) ist ein britischer Schauspieler, Politiker und Life Peer.

## Leben
Nach seiner Schulausbildung entschied sich Cashman Schauspieler zu werden. Als Schauspieler ist er insbesondere für seine Rolle als „Colin Russell“ in der BBC-Fernsehserie EastEnders bekannt. In dieser Rolle küsste erstmals ein schwuler Mann einen anderen Mann im britischen Fernsehen. Des Weiteren spielte Cashman die Rolle von „Mike Wallace“ in der britischen Fernsehsendung The Sandbaggers. Zudem trat er als Schauspieler in der Doctor-Who-Geschichte Time-Flight auf.
Von 1999 bis 2014 war er Mitglied des Europäischen Parlaments für die Labour Party.
Cashman lebt offen homosexuell und lebte in einer Eingetragenen Partnerschaft mit Paul Cottingham. Mit Cottingham lebte Cashman bis zu dessen Tod 2014 über zwanzig Jahre zusammen. Die Heirat fand am 11. März 2006 statt. Cashman engagiert sich in den Organisationen National Secular Society und The Food Chain, eine in London beheimateter Verein zur Unterstützung HIV-positiver Menschen. Cashman gehörte zu den Mitgründern der britischen LGBT-Organisation Stonewall.

## EU-Parlamentarier
Cashman ist Vorsitzender der Konferenz der Delegationsvorsitze und der Delegation für die Beziehungen zu Südafrika.
Als Mitglied ist er tätig im Entwicklungsausschuss und im Petitionsausschuss. 
Stellvertreter ist Cashman im Ausschuss für bürgerliche Freiheiten, Justiz und Inneres sowie in der Delegation in der Paritätischen Parlamentarischen Versammlung AKP-EU.

## House of Lords
Am 23. September 2014 bekam Michael Cashman eine Life Peerage mit dem Titel Baron Cashman, of Limehouse in the London Borough of Tower Hamlets, verliehen, und wurde so für die Labour Party Mitglied des House of Lords.

## Filmografie (Auswahl)
- 1972: X, Y und Zee (Zee and Co.)

## Auszeichnungen und Ehrungen
2007 erhielt Cashman für sein Engagement in Menschenrechtsfragen den Ehrendoktor der University of Staffordshire.